# 미국 대통령 선거 하와이주
이 문서는 미국 대통령 선거 하와이주 지역 데이터이다. 하와이주는 1959년 8월 21일에 50번째로 미국 연방에 가입했으며, 1960년 미국 제44회 대통령 선거부터 지금까지 대통령 선거에 참여했다.

## 데이터
| 회수 | 실시 연도 | 선거인단 수 | 1위                  | 1위       | 1위     | 1위    | 2위                   | 2위       | 2위     | 2위    | 3위              | 3위         | 3위     | 3위    | 1위 당선 여부 | 비고 |
| 회수 | 실시 연도 | 선거인단 수 | 후보자 성명          | 소속 정당 | 득표 수 | 득표율 | 후보자 성명           | 소속 정당 | 득표 수 | 득표율 | 후보자 성명      | 소속 정당   | 득표 수 | 득표율 | 1위 당선 여부 | 비고 |
| ---- | --------- | ----------- | -------------------- | --------- | ------- | ------ | --------------------- | --------- | ------- | ------ | ---------------- | ----------- | ------- | ------ | ------------- | ---- |
| 44   | 1960년    | 3           | 존 피츠제럴드 케네디 | 민주당    | 92,410  | 50.03% | 리처드 닉슨           | 공화당    | 92,295  | 49.97% | ?                | ?           | ?       | ?      | 당선          |      |
| 45   | 1964년    | 4           | 린든 베인즈 존슨     | 민주당    | 163,249 | 78.76% | 배리 골드워터         | 공화당    | 44,022  | 21.24% | ?                | ?           | ?       | ?      | 당선          |      |
| 46   | 1968년    | 4           | 휴버트 험프리        | 민주당    | 141,324 | 59.83% | 리처드 닉슨           | 공화당    | 91,425  | 38.70% | 조지 월리스      | 미국 독립당 | 3,469   | 1.47%  | 낙선          |      |
| 47   | 1972년    | 4           | 리처드 닉슨          | 공화당    | 168,865 | 62.48% | 조지 맥거번           | 민주당    | 101,409 | 37.52% | ?                | ?           | ?       | ?      | 당선          |      |
| 48   | 1976년    | 4           | 지미 카터            | 민주당    | 147,375 | 50.59% | 제럴드 포드           | 공화당    | 140,003 | 48.06% | ?                | ?           | ?       | ?      | 당선          |      |
| 49   | 1980년    | 4           | 지미 카터            | 민주당    | 135,879 | 44.80% | 로널드 레이건         | 공화당    | 130,112 | 42.90% | 존 버야드 앤더슨 | 무소속      | 32,031  | 10.56% | 낙선          |      |
| 50   | 1984년    | 4           | 로널드 레이건        | 공화당    | 185,050 | 55.10% | 월터 먼데일           | 민주당    | 147,154 | 43.82% | ?                | ?           | ?       | ?      | 당선          |      |
| 51   | 1988년    | 4           | 마이클 두카키스      | 민주당    | 192,364 | 54.27% | 조지 허버트 워커 부시 | 공화당    | 158,625 | 44.75% | ?                | ?           | ?       | ?      | 낙선          |      |
| 52   | 1992년    | 4           | 빌 클린턴            | 민주당    | 179,310 | 48.09% | 조지 허버트 워커 부시 | 공화당    | 136,822 | 36.70% | 로스 페로        | 무소속      | 53,003  | 14.22% | 당선          |      |
| 53   | 1996년    | 4           | 빌 클린턴            | 민주당    | 205,012 | 56.93% | 밥 돌                 | 공화당    | 113,943 | 31.64% | 로스 페로        | 무소속      | 27,358  | 7.60%  | 당선          |      |
| 54   | 2000년    | 4           | 앨 고어              | 민주당    | 205,286 | 55.79% | 조지 워커 부시        | 공화당    | 137,845 | 37.46% | 랠프 네이더      | 미국 녹색당 | 21,623  | 5.88%  | 낙선          |      |
| 55   | 2004년    | 4           | 존 케리              | 민주당    | 231,708 | 54.01% | 조지 워커 부시        | 공화당    | 194,191 | 45.26% | ?                | ?           | ?       | ?      | 낙선          |      |
| 56   | 2008년    | 4           | 버락 오바마          | 민주당    | 325,871 | 71.85% | 존 매케인             | 공화당    | 120,566 | 26.58% | ?                | ?           | ?       | ?      | 당선          |      |
| 57   | 2012년    | 4           | 버락 오바마          | 민주당    | 306,658 | 70.55% | 밋 롬니               | 공화당    | 121,015 | 27.84% | ?                | ?           | ?       | ?      | 당선          |      |
| 58   | 2016년    | 4           | 힐러리 클린턴        | 민주당    | 266,891 | 62.88% | 도널드 트럼프         | 공화당    | 128,847 | 30.36% | 게리 존슨        | 자유당      | 15,954  | 3.76%  | 낙선          |      |
| 59   | 2020년    | 4           | 조 바이든            | 민주당    | 366,130 | 63.73% | 도널드 트럼프         | 공화당    | 196,864 | 34.27% | ?                | ?           | ?       | ?      | 당선          |      |
| 60   | 2024년    | 4           | 카멀라 해리스        | 민주당    | 313,044 | 60.59% | 도널드 트럼프         | 공화당    | 193,661 | 37.48% | ?                | ?           | ?       | ?      | 낙선          |      |

## 군별 데이터

1960년
1964년
1968년
1972년
1976년
1980년
1984년
1988년
1992년
1996년
2000년
2004년
2008년
2012년
2016년
2020년
2024년

## 같이 보기
- 미국 대통령 선거
- 미국 대통령 선거 하와이주
  - 1960년 미국 대통령 선거 하와이주
  - 1964년 미국 대통령 선거 하와이주
  - 1968년 미국 대통령 선거 하와이주
  - 1972년 미국 대통령 선거 하와이주
  - 1976년 미국 대통령 선거 하와이주
  - 1980년 미국 대통령 선거 하와이주
  - 1984년 미국 대통령 선거 하와이주
  - 1988년 미국 대통령 선거 하와이주
  - 1992년 미국 대통령 선거 하와이주
  - 1996년 미국 대통령 선거 하와이주
  - 2000년 미국 대통령 선거 하와이주
  - 2004년 미국 대통령 선거 하와이주
  - 2008년 미국 대통령 선거 하와이주
  - 2012년 미국 대통령 선거 하와이주
  - 2016년 미국 대통령 선거 하와이주
  - 2020년 미국 대통령 선거 하와이주
  - 2024년 미국 대통령 선거 하와이주